# Bathos (Arkadien)
Bathos (altgriechisch Βάθος ‚Tiefe‘, ‚Abgrund‘) war ein zwischen Trapezous und Basilis in der Nähe des Flusses Alpheios in der Landschaft Parrhasia im südlichen Arkadien gelegener Kultort.
Nach der Beschreibung des Pausanias handelte es sich um eine Schlucht, in deren Nähe sich ein Erdfeuer und eine periodisch versiegende Quelle befanden. Die Quelle hieß Olympias. In dieser Schlucht würden alle zwei Jahre die Mysterien der „Großen Göttinnen“ gefeiert. Da Pausanias an anderer Stelle unter den „Großen Göttinnen“ die Göttin Demeter und ihre Tochter Kore-Persephone versteht und außerdem bei Ausgrabungen zahlreiche weibliche Kultfiguren sowie mehrere Darstellungen von Schweinen gefunden wurden, kann davon ausgegangen werden, dass es sich um einen Kultort der Demeter-Kore handelt.
Pausanias macht sonst keine genaueren Angaben, weder zu Einzelheiten des dort praktizierten Kultes noch zur Art des Feuers. Bei dem Erdfeuer könnte es sich um einen Torfbrand gehandelt haben, das vermuten jedenfalls Bather und Yorke, die im 19. Jahrhundert Ausgrabungen bei Bathos durchgeführt haben.
Pausanias berichtet außerdem, dass die Bewohner Arkadiens meinten, die Gigantomachie habe an diesem Ort und nicht, wie sonst überliefert, im thrakischen Pallene, dem westlichsten Gebirgszug der Chalkidike, stattgefunden. Bather und Yorke vermuten, dass die in der Gegend besonders reichlich gefundenen Mammutknochen Ursache für die Lokalisierung der Gigantenschlacht in Arkadien waren. Pausanias hatte im Heiligtum des Knaben Asklepios in Megalopolis riesige Knochen gesehen, die er Giganten zuschrieb.